# Eberhard Löbel
Eberhard Löbel (* 9. Mai 1938 in Greifenhagen) ist ein deutscher Maler und Grafiker.

## Leben und Werk
Die Familie Löbels kam Anfang 1945 auf der Flucht vor der anrückenden Sowjetarmee nach Mecklenburg. Löbel absolvierte von 1956 bis 1959 in Bergen eine Lehre als Gebrauchswerber. Von 1961 bis 1966 studierte er in der Fachklasse für Freie Grafik bei Bernhard Heisig an der Hochschule für Grafik und Buchkunst (HBK) Leipzig. Seit dem Studienabschluss arbeitet er als freischaffender Maler und Grafiker in Leipzig. Neben der künstlerischen Tätigkeit war er auch Leiter von Malzirkeln, zu deren Schülern u. a. der Leipziger Maler Joachim Zetzsche (* 1959) gehörte. Von 1982 bis 1991 übte Löbel eine Lehrtätigkeit an der Abendakademie der HBK aus. Er war von 1966 bis 1990 Mitglied des Verbandes Bildender Künstler der DDR. 1975 unternahm er eine Studienreise nach Finnland. Löbel hatte in der DDR eine bedeutende Zahl von Einzelausstellungen und Ausstellungsbeteiligungen, u. a. 1972/1973 und 1977/1978 in Dresden an der VII. und VIII. Kunstausstellung der DDR.
Löbel malt Landschaften, Stillleben und Porträts. Seine Malerei ist gegenständlich und präzise. Sie zeigt Einflüsse der Neuen Sachlichkeit und von Leipziger Malern wie Wolfgang Mattheuer und Werner Tübke. Lang nannte ihn unter den jüngeren Künstlern der Leipziger Schule, „die als die Epiker der sachlichen Tendenz bezeichnet werden könnten: Für sie ist das literarische Element, die Bild-Erzählung, charakteristisch“.
Seit den 1970er Jahren verwendet Löbel auch Symbole in seinen Werken und beschäftigt sich mit der Vanitas-Thematik.

## Rezeption
„Löbels streng gegenstandstreue, zeichnerisch exakte Malweise, die Anregungen der Renaissance und der Neuen Sachlichkeit ebenso verarbeitete wie Einflüsse zeitgenössischer Leipziger Künstler, lässt zugleich eine differenzierte, einfühlsame Gestaltung des Individuellen erkennen.“

## Werke (Auswahl)

### Tafelbilder (Auswahl)
- Meine Mutter (Öl auf Hartfaser, 95 × 70 cm, 1974; Museum der bildenden Künste Leipzig)[2]
- Stillleben mit Selbstbildnis (Öl auf Hartfaser, 60 × 50 cm, 1971)[3]
- Weiblicher Akt (Öl auf Holz, 62 × 41 cm, 1972)[4]
- Meine Familie (Öl, 88 × 97 cm; 1974)[5]
- Brigade A. Leonow. Der Meister. (Öl auf Hartfaser, 180 × 96 cm, 1976)[6]
- Junger Mann mit rotem Bart (Öl und Tempera auf Hartfaser, 98 × 89 cm, 1976)[7]
- Spuren III (Öl auf Hartfaser, 64,5 × 52 cm, 1981)[8]

### Druckgrafik (Auswahl)
- Porträt Arno Rink (Lithografie, 53,6 × 35 cm)[9]

## Einzelausstellungen (unvollständig)
- 1969: Leipzig, Galerie Wort und Werk
- 1970: Altenburg/Thür., Lindenau-Museum (mit Dietrich Burger, Rainer Herold, Karl-Georg Hirsch, Rolf Kuhrt und Volker Stelzmann)
- 2009: Leipzig, Medizinischen Zentrum Karl-Tauchnitz-Straße 3 („Ernst der Einsamkeit“)
- 2014: Galerie Himmelreich („Wendekreise – Zeitzeichen“)